# Bill English
Simon William "Bill" English, född 30 december 1961 i Lumsden i Southland, är en nyzeeländsk politiker (Nya Zeelands nationella parti) som var landets premiärminister från december 2016 till oktober 2017. English var ledamot av Nya Zeelands parlament från 1990 till 2018.